# Pardina
Pardina est une commune roumaine située dans le județ de Tulcea.